# Mireille Pérodin-Jérôme
Mireille Pérodin-Jérôme, née le 13 avril 1952 à Port-au-Prince en Haïti et morte le 8 avril 2023, est une critique d'art, galeriste, commissaire d'exposition et membre de l'Association internationale des critiques d'art-Caraïbe du Sud (AICA-SC).

## Biographie
Dans les années 1950-1960, Mireille Pérodin-Jérôme suit ses études scolaires chez les sœurs de l'externat la Providence et au collège Catts Pressoir. Par la suite, elle intègre l'École normale supérieure (ENS) et la Faculté des sciences humaines (FASCH) de l'université d'État d'Haïti (UEH). De 1973 à 1993, durant ces 20 ans, étant normalienne, elle trouve sa place dans l'éducation où elle a enseigné au niveau secondaire l'histoire et la géographie.
Mireille Pérodin-Jérôme s'investit aussi dans la promotion des arts plastiques haïtiens sous toutes leurs formes, peinture, sculpture, art de la récupération, etc. Au travers des années, elle a exprimé par la critique artistique ses prises de position et son regard sur l'art haïtien est éparpillé dans diverses publications. Ses travaux critiques sur l'art en Haïti sont des références.[réf. nécessaire] Journalistes, critiques d'art, étudiants, pour ne citer que ceux-là, viennent puiser à la source de ses productions intellectuelles. Articles de journaux, essais, monographies et catalogues sont autant de supports dans lesquels témoignent sa préoccupation.
En 1995, après des études de 2e cycle à Cuba à l'université de La Havane, Mireille s'est familiarisée avec l'art caribéen, et à la suite d'un stage dans le champ de l'art muséal au Centre Georges Pompidou en 2011, cette galeriste avait envisagé de jeter une passerelle entre les arts de la région. Sous ses latitudes, un dialogue existait entre Haïti, la République dominicaine et d'autres régions caribéennes.
En 1985, son engagement l'amène à créer les Ateliers Jérôme avec Jean-René Jérôme (1942-1991), son époux. Ces ateliers, galerie et espace d'animation culturelle, allaient devenir une référence en matière d'art plastique en Haïti.
C'est à Port-au-Prince, cette ville où elle a pris naissance, que Mireille devient tour à tour, enseignante, critique d'art, galeriste, directrice des Ateliers Jérôme, présidente a.i de la Fondation Culture Création et vice-présidente du Centre d'Art.

## Les ateliers Jérôme

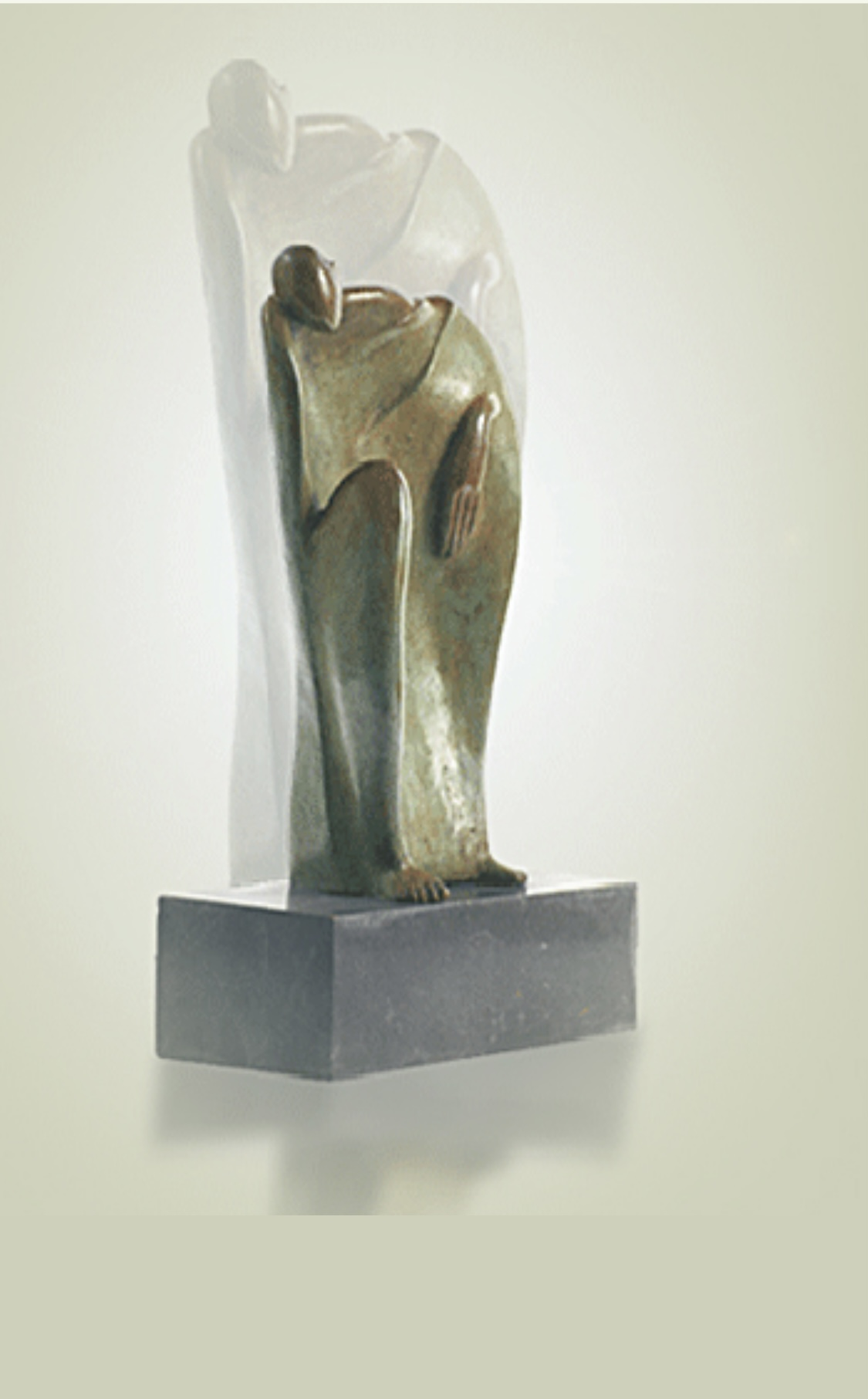
Atelier Jérôme

Les Ateliers Jérôme, galerie d'art et centre d'animation culturelle a été fondée à Port-au-Prince, Haïti, en juillet 1985 par Jean René Jérôme et Mireille Pérodin-Jérôme, et se trouve à présent à Pétion-Ville. On trouve dans cette galerie, très dynamique dans la promotion de l'art haïtien (collaborant avec la France, le Canada, la République Dominicaine, la Martinique et la Floride), des tableaux de maîtres. Depuis peu, les Ateliers ont lancé sur le marché des reproductions sur toile de grandes œuvres haïtiennes.

## Grand Palais
Mireille Pérodin-Jérôme a été co-commissaire de l'exposition Haïti: deux siècles de créations artistiques au Grand palais, en France, en 2014,. C'est la plus grande exposition d'art haïtien dans l'histoire,,.